# 10 Minutes (песня Инны)
«10 Minutes» (с англ. — «10 минут») — песня румынской певицы Инны с её дебютного студийного альбома Hot (2009) при участии румынского трио Play & Win. Она была выпущена как пятый и последний сингл с пластинки 25 января 2010 года. 

## Создание композиции
«10 Minutes» была написана и спродюсирована участниками румынского трио Play & Win и они также были отмечены как приглашенные артисты. Она была отправлена на румынскую радиостанцию Radio 21 25 января 2010 года как четвёртый сингл с дебютного студийного альбома Инны Hot (2009), где она впервые прозвучала во время радиопрограммы «Muzica Ta» («Твоя музыка»), которую вёл Мариан Сочи. Она просочилась в сеть до своего релиза. В конечном итоге было выпущено несколько ремиксов, в том числе один от Play & Win, в котором духовая секция сравнивалась с Yolanda Be Cool и DCUP «We No Speak Americano» (2010) автором MuuMuse Брэдли Стерном.
В музыкальном плане «10 Minutes» — это трек в стиле синти-поп и электропоп, при этом отходя от прошлых работ Инны, чтобы соответствовать стилю музыки, потребляемой в США.  В интервью румынскому новостному телеканалу Realitatea TV Инна призналась: «Он не будет похож ни на один из моих [предыдущих] синглов, это будет что-то другое, рынок уже пресытился одними и теми же [звуками], и ['10 Minutes'] не будет медленнее, но ритмичнее».

## Клип и продвижение
Официальный видеоклип на песню «10 Minutes» был загружен на официальный канал Инны на YouTube 26 июня 2010 года, а премьера тизера состоялась 25 июня. Просматривая превью, редактор румынского сайта Urban.ro заявил, что «учитывая режиссера и место, я ожидал большего, но, возможно, видео будет выглядеть лучше». Клип был снят британским режиссёром Полом Бойдом в Лондоне, Великобритания, 9 июня 2010 года. Закулисное видео также было выпущено впоследствии 16 июня 2010 года. Видео начинается с того, что Инна наносит макияж перед зеркалом, и продолжается её танцем в клубе и исполнением хореографии с другими танцорами на заднем плане. Джонахан Хармад с французского сайта Pure Charts считает, что Инна «не меняет победный рецепт: красивые девушки, танцы и клуб».
В 2010 году песня была исполнена на Romanian Music Awards в попурри с «Amazing», «Señorita» (2010) и «Sun Is Up» (2010) 10 июля и в клубе Kasho в Брашове, Румыния, 28 декабря. Ещё два выступления последовали в 2011 году на церемонии вручения премии Viva Comet Awards 24 февраля и во время её собственного концерта Inna: Live la Arenele Romane в Бухаресте, Румыния, 17 мая, куда она прибыла на вертолёте «как дива».

## Список композиций
- Official versions[A]

1. «10 Minutes (Play & Win Radio Edit Version)» – 3:19
2. «10 Minutes (Play & Win Instrumental)» – 3:18
3. «10 Minutes (Play & Win Remix)» – 4:07
4. «10 Minutes (UK Radio Edit Version)» – 2:34
5. «10 Minutes (Hi Def Radio Edit)» – 3:31
6. «10 Minutes (Hi Def Club Remix)» – 5:24
7. «10 Minutes (Hi Def Dub)» – 5:26
8. «10 Minutes (Liam Keegan Radio Edit)» – 3:50
9. «10 Minutes (Liam Keegan Club Remix)» – 6:59
10. «10 Minutes (Liam Keegan Instrumental)» – 6:26
11. «10 Minutes (DJ Feel Radio Edit)» – 3:37
12. «10 Minutes (DJ Feel Club Remix)» – 6:33
13. «10 Minutes (Chris Garcia Radio Edit)» – 3:37
14. «10 Minutes (Chris Garcia Club Remix)» – 6:18
15. «10 Minutes (Odd Radio Edit)» – 3:27
16. «10 Minutes (Odd Club Remix)» – 6:03
17. «10 Minutes (XNRG Radio Edit)» – 3:43
18. «10 Minutes (XNRG Club Remix)» – 4:48
19. «10 Minutes (Breeze & Klubfiller Remix)» – 5:12

## Хит-парады

### Недельные хит-парады
| Хит-парад (2010–11)                        | Высшая позиция |
| ------------------------------------------ | -------------- |
| Бельгия/Фландрия (Ultratip Bubbling Under) | 15             |
| Бельгия/Валлония (Ultratip Bubbling Under) | 17             |
| СНГ (Tophit)                               | 85             |
| Чехия (Rádio — Top 100)                    | 10             |
| Франция (SNEP)                             | 8              |
| Венгрия (Dance Top 40)                     | 5              |
| Нидерланды (Dutch Top 40)                  | 18             |
| Нидерланды (Single Top 100)                | 76             |
| Польша (Dance Top 50)                      | 12             |
| Польша (Polish Airplay New)                | 4              |
| Румыния (Nielsen Music Control)            | 11             |
| Словакия (Rádio — Top 100)                 | 34             |

| Хит-парад (2022)        | Высшая позиция |
| ----------------------- | -------------- |
| Венгрия (Rádiós Top 40) | 36             |

### Хит-парады конца года
| Хит-парад (2010)           | Позиция |
| -------------------------- | ------- |
| Венгрия (Dance Top 40)     | 4       |
| Румыния (Romanian Top 100) | 42      |
| Хит-парад (2011)           | Позиция |
| Франция (SNEP)             | 53      |

## Даты выхода
| Страна         | Дата            | Формат               | Лейбл   |
| -------------- | --------------- | -------------------- | ------- |
| Румыния        | 25 января 2010  | Radio airplay        | N/A     |
| Италия         | 19 мая 2010     | Цифровая дистрибуция | DIY     |
| США            | 2 ноября 2010   | Цифровая дистрибуция | Ultra   |
| Великобритания | 2 ноября 2010   | Цифровая дистрибуция | Ultra   |
| Франция        | 27 декабря 2010 | CD сингл             | Airplay |